# James Hamilton, 7. Duke of Hamilton
James George Hamilton, 7. Duke of Hamilton, 4. Duke of Brandon (* 18. Februar 1755 im Holyrood Palace; † 7. Juli 1769 im Hamilton Palace), war ein schottischer Adliger.
George war ein Sohn von James Hamilton, 6. Duke of Hamilton, und dessen Gemahlin Elizabeth Gunning, 1. Baroness Hamilton of Hameldon. Bei seiner Geburt erhielt er den Höflichkeitstitel eines Marquess of Clydesdale. Mit dem Tod seines Vaters wurde er 1758 Duke of Hamilton and Brandon.
Von 1763 bis 1767 wurde er am Eton College in Windsor erzogen. Beim Tod seines Großonkels dritten Grades Archibald Douglas, 1. Duke of Douglas, erbte er 1761 auch den Titel 4. Marquess of Douglas. James starb bereits im Alter von 14 Jahren unverheiratet und kinderlos an einem Fieber. Ihm folgte deshalb sein Bruder Douglas als Duke of Hamilton.